# Christian Matthey
Christian Matthey (ur. 30 września 1961 w Vevey) – piłkarz szwajcarski grający na pozycji napastnika. W reprezentacji Szwajcarii rozegrał 12 meczów i strzelił w nich 1 gola.

## Kariera klubowa
Swoją karierę piłkarską Matthey rozpoczął w klubie Vevey Sports. W sezonie 1977/1978 zadebiutował w jego barwach w drugiej lidze szwajcarskiej. W 1979 roku odszedł do pierwszoligowego Servette FC. Grał w nim w latach 1979–1981. W sezonie 1981/1982 ponownie grał w Vevey Sports, a w sezonie 1982/1983 był zawodnikiem FC Fribourg.
W 1983 roku Matthey przeszedł do FC La Chaux-de-Fonds. Półtora roku później ponownie zmienił barwy klubowe i został zawodnikiem Grasshopper Club Zürich. W sezonie 1987/1988 zdobył z nim Puchar Szwajcarii.
W 1988 roku Matthey podpisał kontrakt z FC Aarau i grał w nim przez rok. W latach 1989–1991 występował w FC Lugano. W sezonie 1991/1992 był zawodnikiem FC La Chaux-de-Fonds, a w latach 1992–1994 – FC Monthey, w którym zakończył swoją karierę.
| Sezon   | Klub                    | Kraj       | Rozgrywki      | Mecze | Bramki |
| ------- | ----------------------- | ---------- | -------------- | ----- | ------ |
| 1977/78 | Vevey Sports            | Szwajcaria | Nationalliga B | ?     | ?      |
| 1978/79 | Vevey Sports            | Szwajcaria | Nationalliga B | 30    | 9      |
| 1979/80 | Servette FC             | Szwajcaria | Nationalliga A | 20    | 3      |
| 1980/81 | Servette FC             | Szwajcaria | Nationalliga A | 13    | 3      |
| 1981/82 | Vevey Sports            | Szwajcaria | Nationalliga A | 18    | 0      |
| 1982/83 | FC Fribourg             | Szwajcaria | Nationalliga B | 30    | 19     |
| 1983/84 | FC La Chaux-de-Fonds    | Szwajcaria | Nationalliga A | 29    | 12     |
| 1984/85 | FC La Chaux-de-Fonds    | Szwajcaria | Nationalliga A | 15    | 5      |
| 1984/85 | Grasshopper Club Zürich | Szwajcaria | Nationalliga A | 14    | 7      |
| 1985/86 | Grasshopper Club Zürich | Szwajcaria | Nationalliga A | 30    | 16     |
| 1986/87 | Grasshopper Club Zürich | Szwajcaria | Nationalliga A | 30    | 16     |
| 1987/88 | Grasshopper Club Zürich | Szwajcaria | Nationalliga A | 19    | 4      |
| 1988/89 | FC Aarau                | Szwajcaria | Nationalliga A | 35    | 13     |
| 1989/90 | FC Lugano               | Szwajcaria | Nationalliga A | 28    | 4      |
| 1990/91 | FC Lugano               | Szwajcaria | Nationalliga A | 8     | 0      |
| 1991/92 | FC La Chaux-de-Fonds    | Szwajcaria | Nationalliga B | ?     | ?      |
| 1992/93 | FC Monthey              | Szwajcaria | Nationalliga B | ?     | ?      |
| 1993/94 | FC Monthey              | Szwajcaria | Nationalliga B | ?     | ?      |

## Kariera reprezentacyjna
W reprezentacji Szwajcarii Matthey zadebiutował 2 grudnia 1983 roku w przegranym 0:1 towarzyskim meczu z Wybrzeżem Kości Słoniowej, rozegranym w Abidżanie. W swojej karierze grał w eliminacjach do MŚ 1986. Od 1983 do 1987 roku rozegrał w kadrze narodowej 12 meczów, w których zdobył 1 bramkę.
| Mecze i gole w reprezentacji | Mecze i gole w reprezentacji | Mecze i gole w reprezentacji      | Mecze i gole w reprezentacji | Mecze i gole w reprezentacji | Mecze i gole w reprezentacji | Mecze i gole w reprezentacji |
| #                            | Data                         | Stadion                           | Rywal                        | Wynik                        | Gol                          | Rozgrywki                    |
| 1983                         | 1983                         | 1983                              | 1983                         | 1983                         | 1983                         | 1983                         |
| ---------------------------- | ---------------------------- | --------------------------------- | ---------------------------- | ---------------------------- | ---------------------------- | ---------------------------- |
| 1.                           | 02.12.1983                   | Abidżan, Wybrzeże Kości Słoniowej | Wybrzeże Kości Słoniowej     | 0:1                          | 0                            | towarzyski                   |
| 1984                         |                              |                                   |                              |                              |                              |                              |
| 2.                           | 03.11.1984                   | Lozanna, Szwajcaria               | Włochy                       | 1:1                          | 0                            | towarzyski                   |
| 1985                         |                              |                                   |                              |                              |                              |                              |
| 3.                           | 02.05.1985                   | Moskwa, Związek Radziecki         | ZSRR                         | 0:4                          | 0                            | el. MŚ 1986                  |
| 4.                           | 02.06.1985                   | Dublin, Irlandia                  | Irlandia                     | 0:3                          | 0                            | el. MŚ 1986                  |
| 5.                           | 28.08.1985                   | St. Gallen, Szwajcaria            | Turcja                       | 0:0                          | 0                            | towarzyski                   |
| 6.                           | 11.09.1985                   | Berno, Szwajcaria                 | Irlandia                     | 0:0                          | 0                            | el. MŚ 1986                  |
| 7.                           | 09.10.1985                   | Kopenhaga, Dania                  | Dania                        | 0:0                          | 0                            | el. MŚ 1986                  |
| 8.                           | 13.11.1985                   | Lucerna, Szwajcaria               | Norwegia                     | 1:1                          | 1                            | el. MŚ 1986                  |
| 1986                         |                              |                                   |                              |                              |                              |                              |
| 9.                           | 12.03.1986                   | Adana, Turcja                     | Turcja                       | 0:1                          | 0                            | towarzyski                   |
| 10.                          | 09.04.1986                   | Bazylea, Szwajcaria               | RFN                          | 0:1                          | 0                            | towarzyski                   |
| 1987                         |                              |                                   |                              |                              |                              |                              |
| 11.                          | 25.03.1987                   | Bellinzona, Szwajcaria            | Czechosłowacja               | 1:2                          | 0                            | towarzyski                   |
| 12.                          | 19.05.1987                   | Aarau, Szwajcaria                 | Izrael                       | 1:0                          | 0                            | towarzyski                   |